# 長安区 (西安市)
長安区（ちょうあん-く）は、中華人民共和国陝西省西安市に位置する市轄区。紀元前202年に長安県として設置され、一時的改称の時期を除いて2200年余り続いたが、2002年に西安市の下の長安区に改組された。

## 歴史
前漢の高祖（劉邦）の即位5年（前202年）に長安県が設置された。恵帝元年（前194年）に城を築きはじめ、恵帝6年（前189年）に完成した。『漢書』によれば、前漢末に8万800戸、24万6200人があった。これは戸籍上の戸口であり、一時的居留者を加えればさらに多かったはずで、約50万人とする推計がある。
新代に常安県と改称したが、後漢で戻された。
2002年6月2日、長安県が市轄区に改編され長安区が設置された。

## 行政区画
- 街道:韋曲街道、郭杜街道、灤鎮街道、引鎮街道、王寺街道、馬王街道、太乙宮街道、東大街道、子午街道、斗門街道、細柳街道、杜曲街道、大兆街道、黄良街道、興隆街道、王曲街道、鳴犢街道、王莽街道、五台街道、高橋街道、五星街道、霊沼街道、楊荘街道、炮里街道、魏寨街道

## 行政長官
- 県令（長安令）
  - 楊興 - 前漢の元帝（前48年 - 前33年）初期[4]
  - 薛宣 - 前漢の成帝（前33年 - 前7年）初期[5]
  - 朱博 - 前漢の成帝時期[6]
  - 尹賞 - 前漢の永始・元延年間（前16年 - 前9年）[7]